# Sattlerbrief

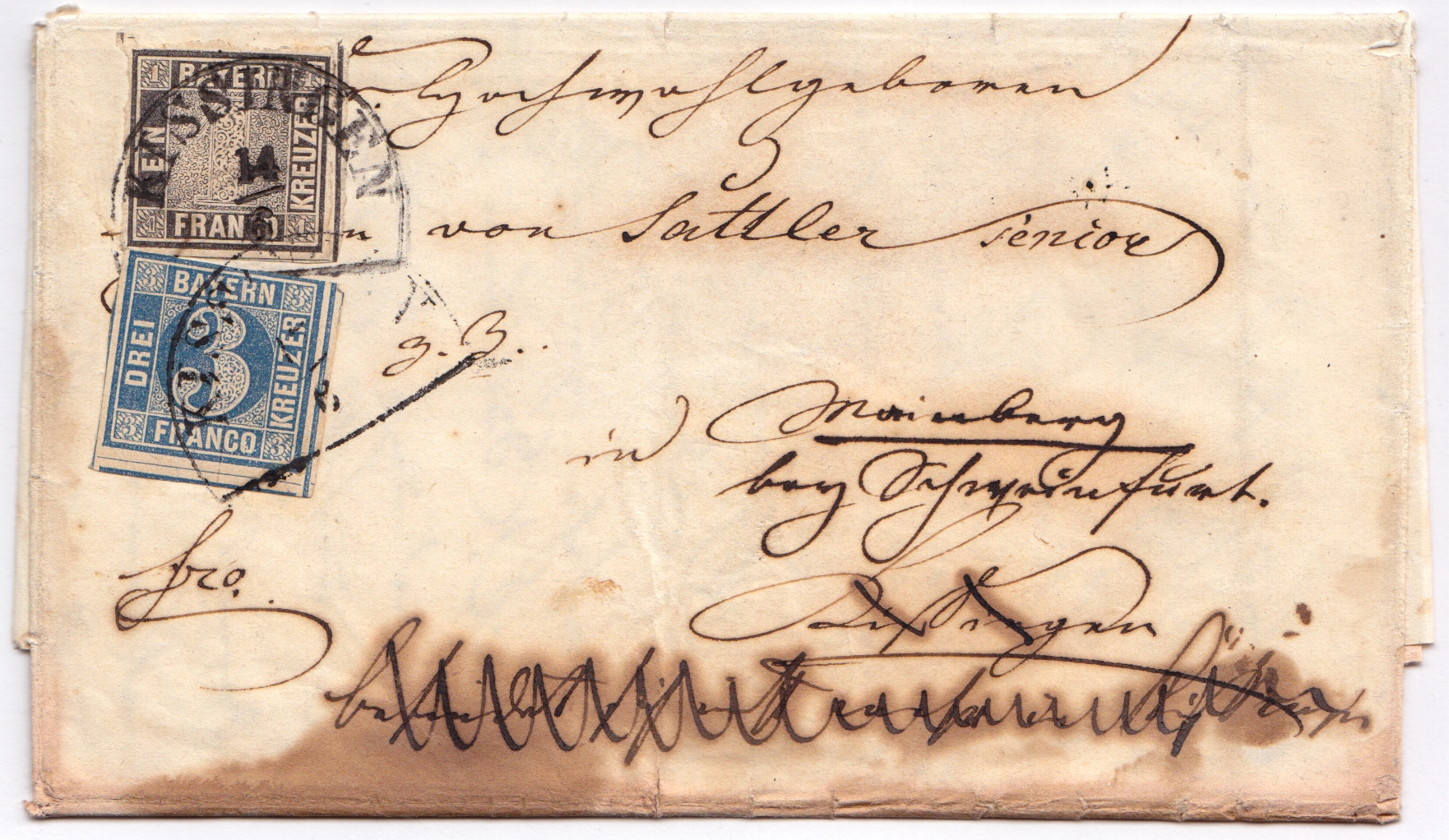
Sattlerbrief

Beim Sattlerbrief (auch unter „Sattler-Brief“ oder „Schweinfurter Fund“ verschlagwortet) handelt es sich um einen Brief an Wilhelm Sattler mit Nachsendefrankatur aus dem Jahre 1850. Er befindet sich heute im Museum für Kommunikation Nürnberg und gehört seit dem Jahre 2003 zum Fundus der Museumsstiftung Post und Telekommunikation.

## Geschichte
Der Brief wurde im Jahre 2002 in Schweinfurt gefunden, seine Besonderheit war die Frankierung mit einem „Schwarzen Einser“ und zugleich mit einer blauen Drei-Kreuzer-Marke. Das Königreich Bayern gab am 1. November 1849 als erster deutscher Staat Briefmarken heraus, die sich aufkleben ließen. Der erste Markensatz enthielt Marken zu einem, drei und sechs Kreuzern. Die als „Schwarzer Einser“ bekannte Ein-Kreuzer-Marke galt für Ortssendungen, mit der blauen Drei-Kreuzer-Marke konnten Sendungen in bis zu zwölf Kilometer entfernte Orte freigemacht werden, und die braune Sechs-Kreuzer-Marke war für Briefe in noch weiter entfernte Orte in Bayern bestimmt. Die drei verschiedenen Briefmarken erschienen so nie zusammen auf einem erhaltenen Brief. Postbeamte verklebten bisweilen drei Ein-Kreuzer-Marken statt einer Drei-Kreuzer-Marke, eine Vermischung unterschiedlicher Marken auf einem Brief war jedoch weder vorgesehen noch bis zu dem Fund bekannt.
Der Faltbrief wurde von einem unbekannten Absender als Ortsbrief am 14. Juni 1850 in Kissingen aufgegeben und entsprechend dem Ortstarif mit der Ein-Kreuzer-Marke frankiert. Weil der Empfänger bereits abgereist war, ging der Brief zurück an den Absender und wurde drei Tage später, neu mit einer Drei-Kreuzer-Marke frankiert, wiederum abgeschickt, dieses Mal in das ca. 30 Kilometer entfernte Mainberg. Ungeklärt ist, warum der nicht ausreichend frankierte Brief transportiert wurde und wie der Brief den nicht angegebenen Absender nach der ersten Sendung wiederfand.
Adressat war der Schweinfurter Fabrikant Wilhelm Sattler, der Handelsbeziehungen in ganz Europa unterhielt und als Unternehmer an einem reibungslosen Nachrichten- und Warenaustausch interessiert war. Als Landtagsabgeordneter hatte er sich im Herbst 1847 für die Vereinheitlichung der Gebühren und die Einführung von Postwertzeichen nach englischem Vorbild ausgesprochen.
Der bis dahin unbekannte Brief wurde im Jahre 2002 gefunden, als bei einem Umzug eines Nachfahren Sattlers aus einem alten Sekretär der Brief aus einem Geheimfach fiel. Nach eingehender Prüfung gelangte das Stück am 15. März 2003 zur Auktion, wo sich die Museumsstiftung Post und Telekommunikation durchsetzte und das inzwischen u. a. als „Schweinfurter Fund“ bekannte Stück erwerben konnte.
Das Bayerische Staatsministerium der Finanzen und für Heimat und das Bayerische Staatsministerium für Wissenschaft und Kunst nahmen den Sattlerbrief in ihre Sammlung der 100 „Heimatschätze“ auf, in denen „regionaltypische Kleinode“, die mit besonderen Bezügen zur bayerischen Heimat verbunden sind, aufgeführt sind. Die Auswahl wurde in Kooperation mit der Landesstelle für die nichtstaatlichen Museen in Bayern und dem Bayerischen Landesverein für Heimatpflege ermittelt.